# Maple Hills
Pour les articles homonymes, voir Maple (homonymie).
Maple Hills est une communauté rurale du Nouveau-Brunswick, située dans le territoire de la commission de services régionaux du Sud-Est. La municipalité a été constituée le 1er janvier 2023 à partir de portions des districts de services locaux (DSL) de paroisse de Dundas, de la paroisse de Moncton, de la paroisse de Saint-Paul et de la paroisse de Shédiac.